# Ondelette biorthogonale
Une ondelette biorthogonale est une ondelette dont la transformée en ondelettes associée est inversible mais pas nécessairement orthogonale. Utiliser des ondelettes biorthogonales offre plus de degrés de liberté que les ondelettes orthogonales.
Dans le cas biorthogonal, il existe deux fonctions d'échelle {\displaystyle \phi } et {\displaystyle {\tilde {\phi }}}, donnant deux approximations multirésolution différentes, et donc deux fonctions d'ondelettes différentes {\displaystyle \psi } et {\displaystyle {\tilde {\psi }}}. Ainsi, les nombres de cœfficients {\displaystyle M} et {\displaystyle N} de leurs suites d'échelles {\displaystyle a} et {\displaystyle {\tilde {a}}} peuvent différer. Les suites d'échelle doivent vérifier la condition de biorthogonalité suivante :
{\displaystyle \sum _{n\in \mathbb {Z} }a_{n}{\tilde {a}}_{n+2m}=2\cdot \delta _{m,0}}.
Alors, les suites d'ondelette peuvent être déterminées selon :
{\displaystyle b_{n}=(-1)^{n}{\tilde {a}}_{M-1-n}\quad \quad (n=0,\dots ,N-1)},
{\displaystyle {\tilde {b}}_{n}=(-1)^{n}a_{M-1-n}\quad \quad (n=0,\dots ,N-1)}.